# العلاقات البحرينية البولندية
العلاقات البحرينية البولندية هي العلاقات الثنائية التي تجمع بين البحرين وبولندا.

## مقارنة بين البلدين
هذه مقارنة عامة ومرجعية للدولتين:
| وجه المقارنة                                              | البحرين       | بولندا                                                                             |
| --------------------------------------------------------- | ------------- | ---------------------------------------------------------------------------------- |
| المساحة (كم2)                                             | 765           | 312.68 ألف                                                                         |
| عدد السكان (نسمة)                                         | 1.49 مليون    | 38.43 مليون                                                                        |
| الكثافة السكانية (ن./كم²)                                 | 194.77 ألف    | 122.91                                                                             |
| العاصمة                                                   | المنامة       | وارسو                                                                              |
| اللغة الرسمية                                             | اللغة العربية | اللغة البولندية                                                                    |
| العملة                                                    | دينار بحريني  | زلوتي بولندي                                                                       |
| الناتج المحلي الإجمالي (بليون دولار)                      | 35.31 مليار   | 524.51 مليار                                                                       |
| الناتج المحلي الإجمالي (تعادل القوة الشرائية) بليون دولار | 64.16 مليار   | 1.02 تريليون                                                                       |
| الناتج المحلي الإجمالي الاسمي للفرد دولار أمريكي          | 22.60 ألف     | 12.55 ألف                                                                          |
| الناتج المحلي الإجمالي للفرد دولار أمريكي                 | 45.50 ألف     | 26.14 ألف                                                                          |
| مؤشر التنمية البشرية                                      | 0.824         | 0.843                                                                              |
| رمز المكالمات الدولي                                      | +973          | +48                                                                                |
| رمز الإنترنت                                              | .bh           | .pl                                                                                |
| المنطقة الزمنية                                           | ت ع م+03:00   | توقيت وسط أوروبا، ت ع م+01:00، ت ع م+02:00، أوروبا/وارسو ‏، توقيت وسط أوروبا الصيفي |

## منظمات دولية مشتركة
يشترك البلدان في عضوية مجموعة من المنظمات الدولية، منها:
| علم المنظمة | اسم المنظمة                        | تاريخ انضمام البحرين | تاريخ انضمام بولندا |
| ----------- | ---------------------------------- | -------------------- | ------------------- |
|             | يونسكو                             | 18 يناير 1972        | 6 نوفمبر 1946       |
|             | وكالة ضمان الاستثمار متعدد الأطراف | 12 أبريل 1988        | 29 يونيو 1990       |
|             | الأمم المتحدة                      | 21 سبتمبر 1971       | 24 أكتوبر 1945      |
|             | الفريق المعني برصد الأرض           | ?                    | ?                   |
|             | الاتحاد البريدي العالمي            | ?                    | 1 مايو 1919         |
|             | البنك الدولي للإنشاء والتعمير      | 15 سبتمبر 1972       | 27 يونيو 1986       |
|             | المنظمة الهيدروغرافية الدولية      | ?                    | ?                   |
|             | الاتحاد الدولي للاتصالات           | 1975                 | 1921                |
|             | منظمة حظر الأسلحة الكيميائية       | ?                    | ?                   |
|             | مؤسسة التمويل الدولية              | 22 سبتمبر 1995       | 29 ديسمبر 1987      |
|             | منظمة التجارة العالمية             | ?                    | 1 يوليو 1995        |
|             | منظمة الشرطة الجنائية الدولية      | ?                    | ?                   |

## وصلات خارجية
- موقع وزارة الخارجية البحرينية
- موقع وزارة الخارجية البولندية